# Craniophora roseoradiata
Craniophora roseoradiata là một loài bướm đêm trong họ Noctuidae.